# Emanuel Monberg
Christen Emanuel Kjær Monberg (født 30. juli 1877 i Odense, død 16. februar 1938 i København) var en dansk arkitekt.
Han blev født 1877 i Odense som søn af arkitekt Peter Christensen Monberg og Maren Emilie Kjær. Monberg blev murersvend 1895, gik på Odense Tekniske Skole og dernæst på Kunstakademiet i København fra november 1896 til januar 1902. Han var undervejs ansat som konduktør hos Gotfred Tvede og Bernhard Ingemann 1896-1902.
Han var ansat hos Albert Jensen 1902-05 og havde egen tegnestue fra 1903. Monberg var medlem af bestyrelsen for Akademisk Arkitektforening 1920 og næstformand for samme 1921; leder af rets- og honorarudvalget 1922-24, formand for foreningen 1924-30, medlem af bestyrelsen for Foreningen til Gamle Bygningers Bevaring, af Danmarks komité for Nordisk Byggedag, af censurkomiteen for Charlottenborg Forårsudstilling 1924, af Akademiraadet 1925 og af komiteen for udstillinger i udlandet.
Monberg modtog Eckersberg Medaillen 1923 og blev Honorary Corresponding Member of RIBA (Royal Institute of British Architects) 1926.
Han udstillede på Charlottenborg Forårsudstilling 1909, 1915, 1923-24, 1931, 1936, 1938, i London 1926; Danish National Exhibition, Brooklyn Museum 1927 og på Bygge- og Boligudstillingen i Forum, København 1929.
Han rejste i Tyskland 1901 og i England, Frankrig, Tyskland, Italien og Østrig 1910.
Monberg giftede sig 17. maj 1902 i København med Agnes Camilla Bachmann (20. november 1871 sammesteds – 13. april 1937 sammesteds), datter af oversergent i Livgarden Philip August Bachmann og Augusta Vilhelmine Nicoline Holm. Han er begravet på Vestre Kirkegård.

## Værker
I og omkring København og på Frederiksberg:
- A/S Atlas Maskinhal, Baldersgade (1901)
- Stationerne på Odense-Nørre Broby-Faaborg Jernbane (ONFJ) (1906)
- Villa, Kristianiagade 21 (1908, præmieret, sammen med P.C. Monberg)
- Kontor- og fabriksbygning samt silo for Øresund's chemiske Fabriker, Strandboulevarden (1911, nedrevet)
- Udvidelse af Magasin du Nord, Lille Kongensgade (1913-14)
- Emil Vett og hustrus stiftelse, C.F. Richs Vej 18 (præmieret 1914)
- A/S Atlas prøvestation og værkstedbygning, Glentevej (1918)
- Villa for grosserer Peter Jensen, Maglemosevej 16, Charlottenlund (1919)[1]
- Dansk Dampskibsrederiforening, Amaliegade 33 (1920-23, præmieret, Eckersberg Medaillen, fredet)
- DFDS kontor- og lagerbygning, Dampfærgevej, Københavns Frihavn (1920-21, præmieret 1921)
- Beboelsesejendom med hotel for DFDS, Strandboulevarden 64 (1921)
- 4 karreer ved Enghavevej/Ny Carlsbergvej (1923, sammen med Johannes Strøm Tejsen)
- Villa, Kirkevænget 11 (præmieret 1924)
- Villa, C.F. Richs Vej (præmieret 1925)
- Hornung & Møllers klaverfabrik, Blegdamsvej (1925-26)
- Beboelsesejendom, Sølvgade 24 (præmieret 1926)
- Det danske Kulkompagni, garageanlæg, Østbanegade 103 (1926, nedrevet 1960)
- Beboelsesejendom, Kastrupvej 12-22 (1927)
- Egen villa, Rosbæksvej 8 (1927)
- Hovedindgang, Magasin du Nord, Kongens Nytorv (1928, ændret)
- Beboelsesejendom, Guldbergsgade/Sjællandsgade (1928)
- Beboelsesejendom ved Nattergalevej (1928-31)
- Prædikestol af marmor i Marmorkirken, København (1930-31)
- Bebyggelsen Vibevej 49-65, Tornskadestien 1-17 og 2-18, Mejsevænget 1-17 og 2-16, Rørsangervej 2-4, Nattergalevej 1-11 og Hillerødgade 68-72 (1931-32, sammen med Louis Hygom)
- Villa, Ibstrupvej 49 (præmieret 1933)
- Villa, Vesterled 29 (1932)
- Magasin du Nord, salgshal (1932, sammen med Bent Helweg-Møller)
- Boligbebyggelse, Rentemestervej/Smedetoften (1934)
- Tilbygning til Politikens Hus, Vester Voldgade 33 (1935, sammen med Axel Maar)
- Kanslergården, Borgmester Jensens Allé 2-16 (1935, sammen med Henning Ortmann)
- Boligbebyggelse, Højdevej/Sophie Brahes Allé (1937)

### Konkurrencer
- Monument for krigsforliste sømænd (1924, præmieret)
- Typeplan til lejlighed (1929, 1. præmie)
- Parkeringstårn, Axeltorv (1933)
- Arbejdernes Forsamlingshus, Gammel Kongevej (1937, 1. præmie, sammen med Henning Ortmann)

- Allested Station, Banevænget 10, Vejle på Fyn (1906)
- Bellinge Station, Kratholmvej 25, Bellinge (1906)
- Dansk Dampskibsrederiforening, Amaliegade 33, København (1923)
- Sjællandsgade 22, København (1928)
- Kanslergården, Borgmester Jensens Allé 2-16, København (1935)